# دهر البشائر
دهر البشائر أو الحياة الظاهرة (باللاتينية: Phanerozoic)، هو الدهر الحالي والأحدث من بين الدهور الجيولوجية الأربعة في الجدول الزمني الجيولوجي، امتد من 538.8  ± 0.6 مليون سنة مضت وحتى زمننا الحاضر، لمدة 538.8 مليون سنة تقريبا. إنه الدهر الذي انتعشت  فيه الحياة الحيوانية والنباتية وتنوعت واستعمرت العديد من المنافذ على سطح الأرض، بدءًا من العصر الكمبري عندما طورت الحيوانات لأول مرة قشورًا صلبة التي حافظت عليها في السجل الأحفوري. يسمى الوقت الذي يسبق دهر البشائر بزمن ما قبل الكمبري، وينقسم إلى الدهر الجهنمي، الدهر السحيق، ودهر الطلائع.
تبدأ الفترة الزمنية لدهر البشائر بـ:
- ظهور سريع لعدد من الشعب الحيوانية.
- تطور هذه الشعب إلى أشكال متنوعة.
- تطور النباتات.
- تطور الأسماك.
- تطور مفصليات الأرجل.
- تطور الرخويات.
- استعمار الحشرات وكلابيات القرون وكثيرات الأرجل والبرمائيات ورباعيات الأرجل للأرض وتطورها.
- تطور النباتات الحديثة التي تهيمن عليها النباتات الوعائية.

وخلال هذه الفترة الزمنية انجرفت القارات لتجتمع في النهاية في كتلة واحدة تعرف باسم بانجيا ثم انقسمت إلى ماهي عليه الآن.

## التسمية
صاغ الجيولوجي الأمريكي جورج هالكوت تشادويك (1876-1953) مصطلح (Phanerozoic) في عام 1930، وهو مشتق من (بالإغريقية : phanerós = φανερός = "ظاهر"، و zōḗ = ζωή = "حياة")، وذلك لأن الاعتقاد السائد كان أن الحياة بدأت في العصر الكمبري، وهو العصر الأول من هذا الدهر، بسبب عدم وجود سجل أحفوري يعود إلى عصر ما قبل الكمبري. ومع ذلك، فمنذ ذلك الحين قد تم اكتشاف آثار أحفورية لحياة معقدة مزدهرة من العصر الإدياكاري (الانفجار الأفالوني) من دهر الطلائع السابق، ويتفق الإجماع العلمي الحديث الآن على أن الحياة المعقدة (في شكل صفيحيات وإسفنج بدائي مثل الأوتافيا) كانت موجودة على الأقل منذ العصر التوني وأن أقدم أشكال الحياة المعروفة (في شكل حصائر ميكروبية بدائية نوى بسيطة) بدأت في قاع المحيط خلال الدهر السحيق السابق.

## حدود الطلائع والبشائر
الزمن الفاصل ما بين دهري الطلائع والبشائر كان قبل 538.8 مليون سنة. في القرن التاسع عشر، تم تحديد الحد الفاصل في وقت ظهور أول أحافير حيوانية وفيرة (حيوانات متعددة الخلايا)، ولكن تم تحديد الأثر الحفري لمئات من المجموعات (التصنيفات) من الحيوانات متعددة الخلايا المعقدة ذات الجسم اللين من العصر الإدياكاري السابق من دهر الطلائع، والمعروفة باسم الانفجار الأفالوني، منذ أن بدأت الدراسة المنهجية لتلك الأشكال في الخمسينيات. حدث الانتقال من الكائنات الحية اللاطئة من قبل الكمبري إلى الكائنات الحية المتحركة النشطة من الكمبري في بداية دهر البشائر.

## الأقسام الفرعية
| الدهر   | الحقبة          | العصر       | البداية (م.س.مضت) |
| ------- | --------------- | ----------- | ----------------- |
| البشائر | الحياة الحديثة  | الرباعي     | 2.58              |
| البشائر | الحياة الحديثة  | النيوجيني   | 23.04             |
| البشائر | الحياة الحديثة  | الباليوجيني | 66                |
| البشائر | الحياة الوسطى   | الطباشيري   | 143.1 ± 0.6       |
| البشائر | الحياة الوسطى   | الجوراسي    | 201.4 ± 0.2       |
| البشائر | الحياة الوسطى   | الثلاثي     | 251.902 ± 0.024   |
| البشائر | الحياة القديمة  | البرمي      | 298.9 ± 0.15      |
| البشائر | الحياة القديمة  | الفحمي      | 358.86 ± 0.14     |
| البشائر | الحياة القديمة  | الديفوني    | 419.62 ± 1.36     |
| البشائر | الحياة القديمة  | السيلوري    | 443.1 ± 0.9       |
| البشائر | الحياة القديمة  | الأوردوفيشي | 486.85 ± 1.5      |
| البشائر | الحياة القديمة  | الكمبري     | 538.8 ± 0.6       |
| الطلائع | الطلائع الحديثة | الإدياكاري  | أقدم              |

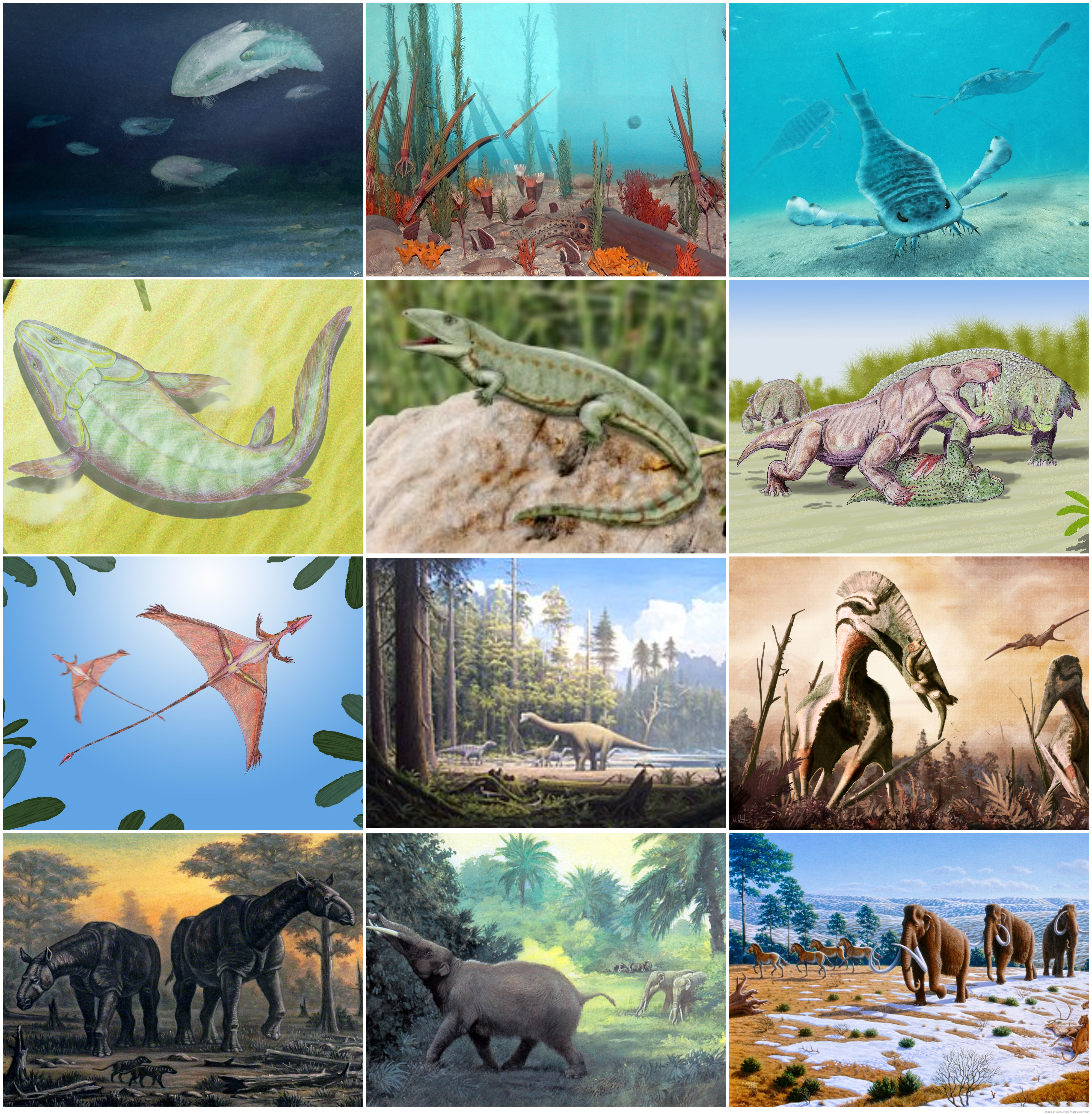
حقب دهر البشائر، يمثل كل منها تطورات مميزة

ينقسم دهر البشائر إلى ثلاثة أحقاب : قديمة، وسطى، وحديثة، والتي تنقسم بدورها إلى 12 عصر. تتميز "حقبة الحياة القديمة" بتطور ثلاث من أبرز الشعب الحيوانية، مفصليات الأرجل، والرخويات، والحبليات، وتضم الأخيرة كل من الأسماك، والبرمائيات، والسلويات الأرضية بالكامل (مندمجات الأقواس وعظائيات الوجه). تتميز "حقبة الحياة الوسطى" بتطور التماسيح، والسلاحف، والديناصورات (بما فيها الطيور)، والعظايا الحرشفية (السحالي والثعابين) والثدييات. وبدأت "حقبة الحياة الحديثة" بانقراض جميع الديناصورات غير الطائرة، والتيروصورات والزواحف البحرية، وتميزت بالتنوع الكبير في الطيور والثدييات، وخلال الجزء الأخير من هذه الحقبة ظهر البشر وتطوروا.

### حقبة الحياة القديمة
امتدت حقبة الحياة القديمة من 538.8  ± 0.6 إلى 251.902  ± 0.024 مليون سنة مضت، لمدة 286.898 مليون سنة تقريبا، وهي فترة تطورت فيها أشكال الحياة المعقدة النشطة، واتخذت موطئ قدم لها لأول مرة على الأرض الجافة، وبدأت أسلاف جميع أشكال الحياة متعددة الخلايا بالتنوع على الأرض. في حقبة الحياة القديمة ست عصور: الكمبري، والأوردوفيشي، السيلوري، والديفوني، والفحمي، والبرمي.

#### الكمبري
العصر الكمبري أول عصور حقبة الحياة القديمة امتد من 538.8  ± 0.6 إلى 486.85  ± 1.5 مليون سنة مضت، لمدة 51.95 مليون سنة تقريبا. أشعل العصر الكمبري شرارة التوسع السريع في تنوع الحيوانات، في حدث يُعرف باسم الانفجار الكمبري، حيث تطور أكبر عدد من مخططات أجسام الحيوانات في فترة واحدة في تاريخ الأرض. تطورت الطحالب المعقدة، وسيطرت المفصليات المدرعة (مثل ثلاثيات الفصوص وشعاعيات الأسنان) على الحيوانات وبدرجة أقل رأسيات الأرجل ذات الأصداف (مثل المستقيمات المخروطية). وفي هذ العصر تطورت تقريبًا جميع شُعب الحيوانات البحرية. خلال هذا الوقت، بدأت القارة العظمى بانوتيا في التفكك، والتي أندمج معظمها فيما بعد في القارة العظمى غندوانا.

#### الأوردوفيشي
امتد العصر الأوردوفيشي من 486.85  ± 1.5 إلى 443.1  ± 0.9 مليون سنة مضت، لمدة 43.75 مليون سنة تقريبا. في الأوردوفيشي تطورت وتنوعت العديد من المجموعات التي لا تزال سائدة حتى اليوم، مثل النوتويديات البدائية والفقاريات (فقط الأسماك عديمة الفك آنذاك) والمرجان. تُعرف هذه العملية باسم حدث الأوردوفيشي العظيم للتنوع الحيوي. حلت عضديات الأرجل المفصلية محل ثلاثيات الفصوص، وبدأت تزيد أهمية زنابق البحر كجزء من الحيوانات. تسللت المفصليات الأولى إلى الشاطئ لتستعمر قارة جندوانا، التي كانت خالية من الحياة الحيوانية. كما نجت مجموعة من الطحالب الخضراء للمياه العذبة، والنباتات الملتوية من الانجراف إلى الشاطئ وبدأت في استعمار السهول الفيضية والمناطق المشاطئة، مما أدى إلى ظهور نباتات برية بدائية.
بحلول الأوردوفيشي، انتقلت قارة غندوانا من خط الاستواء إلى القطب الجنوبي، واصطدمت قارة لورنشيا ببلطيقيا، مما أدى إلى إغلاق محيط ايبتوس. وقد أدى تجلد غندوانا إلى انخفاض كبير في مستوى سطح البحر، مما أدى إلى مقتل كل أشكال الحياة التي نشأت على طول ساحلها. تسبب التجلد في تكون أرض تخزين الثلج، مما أدى إلى انقراض الأوردوفيشي-السيلوري، والذي انقرضت خلاله 60% من اللافقاريات البحرية و25% من الفصائل. على الرغم من كونه أحد أكثر الانقراضات الجماعية فتكًا في تاريخ الأرض، إلا أن انقراض العصر الأوردوفيشي-السيلوري لم يتسبب في تغييرات بيئية عميقة بين الفترتين.

#### السيلوري

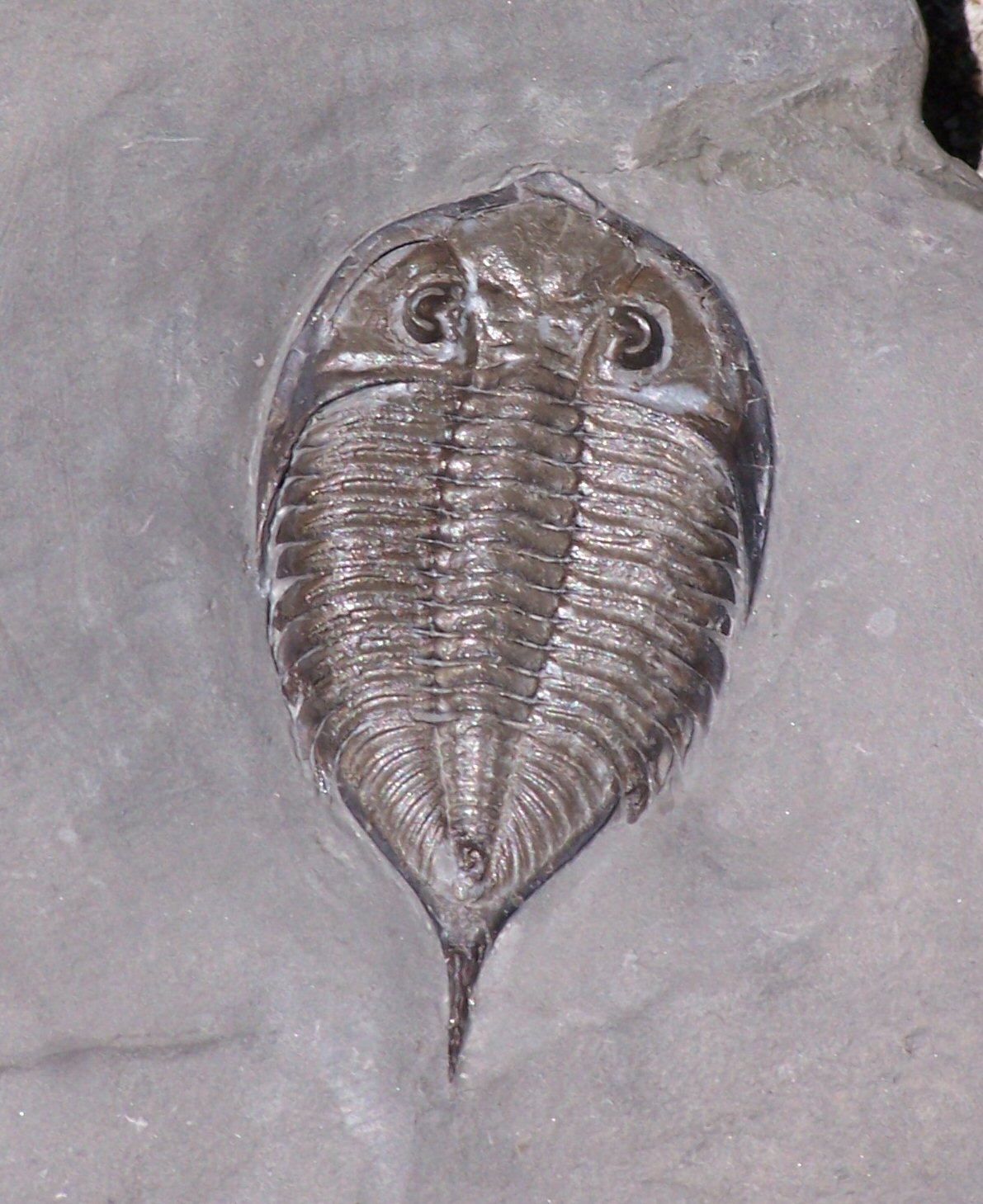
دالمانيتس ليمولورورس، نوع من مفصليات ثلاثية الفصوص السيلورية

امتد العصر السيلوري من 443.1  ± 0.9 إلى 419.62  ± 1.36 مليون سنة مضت، لمدة 23.48 مليون سنة تقريبا. وهو العصر الذي شهد دفأ بعد تجمد الأرض. وشهد هذا العصر تنوعًا هائلاً في الأسماك، حيث أصبحت الأسماك عديمة الفك أكثر عددًا، وظهرت الأسماك الفكية المبكرة وأنواع المياه العذبة في السجل الأحفوري. واستمرا المفصليات بالوفرة، وأصبحت بعض المجموعات، مثل عريضات الأجنحة، من المفترسات الرئيسية في المحيط. فرضت الحياة الأرضية بالكامل نفسها على الأرض، مثل الفطريات المبكرة والعناكب وسداسيات الأرجل وكثيرات الأرجل. سمح تطور النباتات الوعائية (خاصة السراخس المنتجة للأبواغ مثل الكوكسونيا) للنباتات الأرضية باكتساب موطئ قدم في الداخل أيضًا. خلال هذا الوقت، كانت هناك أربع قارات: غندوانا (أفريقيا، وأمريكا الجنوبية، وأستراليا، والقارة القطبية الجنوبية، والهند)، ولورنشيا (أمريكا الشمالية مع أجزاء من أوروبا)، وبلطيقيا (بقية أوروبا)، وسيبيريا (شمال آسيا).

#### الديفوني

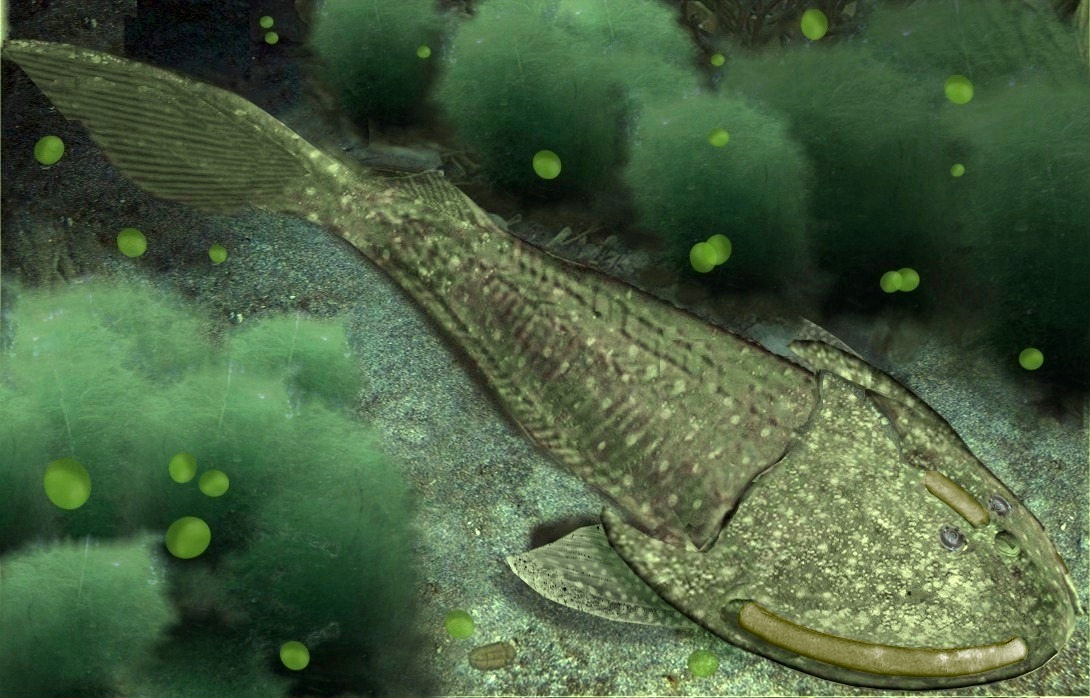
مدرع الرأس، سمكة بلا فك

امتد العصر الديفوني من 419.62  ± 1.36 إلى 358.86  ± 0.14 مليون سنة مضت، لمدة 60.76 مليون سنة تقريبا. يُعرف أيضًا بشكل غير رسمي باسم "عصر الأسماك"، ويتميز بتنوع كبير في الأسماك مثل مخروطيات الأسنان وقوقعيات الأدمة اللافكية، وكذلك الأسماك الفكية مثل لوحيات الأدمة المدرعة (مثل عظمية دانكل)، والأسماك الشوكية والأسماك العظمية المبكرة. كما شهد العصر الديفوني ظهور بدائي لمجموعات الأسماك الحديثة مثل الأسماك الغضروفية والأسماك العظمية، وتضم الأخيرة فرعين حيويين: أسماك شعاعيات الزعانف والأسماك اللحمية الزعانف. تطور أحد سلالات الأسماك لحمية الزعانف، مروحية الزعانف، إلى أول فقاريات ذات الأطراف الأربعة، والتي أصبحت في النهاية رباعية الأرجل. على الأرض، تنوعت مجموعات النباتات بعد الثورة السيلورية الديفونية الأرضية؛ تطورت أولى السراخس الخشبية وأقدم النباتات البذرية خلال هذه العصر. وبحلول الديفوني الأوسط، كانت هناك غابات شبه شجيرية: النباتات الذئبية، وكنباثيات، وعاريات البذور البدائية. كما سمح هذا الاخضرار بتنوع مفصليات الأرجل حيث استفادت من المواطن الجديدة. قرب نهاية العصر الديفوني، انقرض حوالي 70% من جميع الأنواع في سلسلة انقراضات جماعية سميت انقراض الديفوني المتأخر.

#### الفحمي

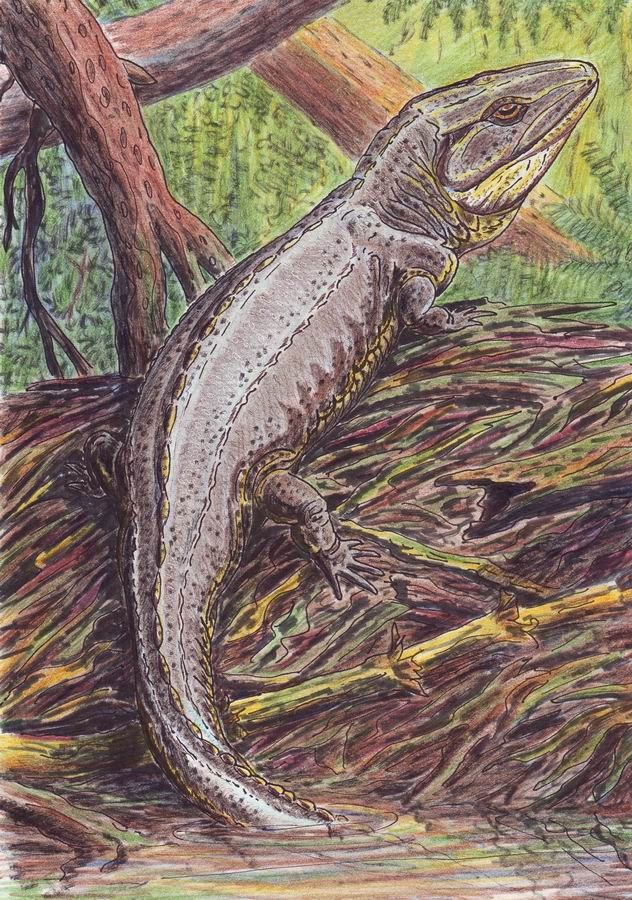
الشرغوف الأولي، برمائي من العصر الفحمي (رباعي الأرجل غير سلوية)

امتد العصر الفحمي من 358.86  ± 0.14 إلى 298.9  ± 0.15 مليون سنة مضت، لمدة 59.96 مليون سنة تقريبا. سيطرت المستنقعات الاستوائية على الأرض، وكميات كبيرة من الأشجار عزلت الكثير من الكربون الذي تحول إلى رواسب فحم (ومن هنا جاء اسم الفحمي ومصطلح "غابة الفحم"). ترسب حوالي 90% من الطبقات الفحمية خلال العصرين الفحمي والبرمي، اللذان يمثلان 2% فقط من التاريخ الجيولوجي للأرض. سمحت مستويات الأكسجين المرتفعة الصادرة من هذه الغابات الرطبة للمفصليات المحدودة الحجم بسبب أنظمتها التنفسية بالتكاثر وزيادة الحجم. كما تنوعت رباعيات الأرجل خلال العصر الفحمي كبرمائيات شبه مائية مثل مقسومات الفقار، وطور أحد السلالات الأغشية المحيطة بالجنين مما سمح لبيضها بالبقاء على قيد الحياة خارج الماء. وتشمل رباعية الأرجل السلوية هذه عظائيات الوجه الأولى (التي تطورت إلى الزواحف والديناصورات والطيور) ومندمجات الأقواس (أسلاف الثدييات). كان نمط التبريد مستمر طوال العصر الفحمي، وقد أدى في النهاية إلى تجمد غندوانا حيث كان معظمها يقع حول القطب الجنوبي. عُرف هذا الحدث باسم تجمد الفحمي البرمي وأدى إلى خسارة كبيرة في غابات الفحم، والتي عرفت باسم انهيار غابات العصر الفحمي المطيرة.

#### البرمي

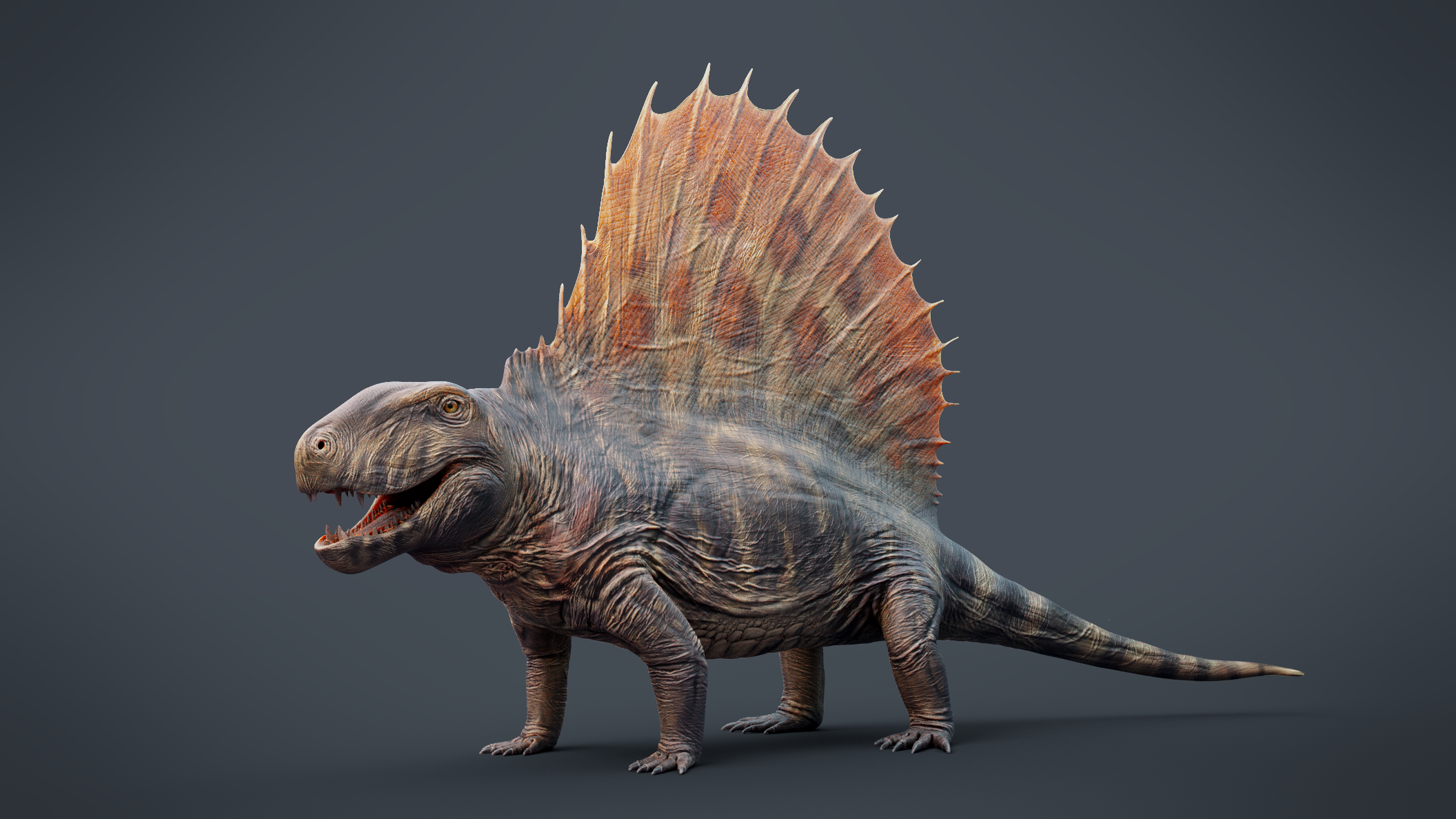
الديميترودون جرانديس، أحد مندمجات الأقواس من البرمي المبكر

امتد العصر البرمي من 298.9  ± 0.15 إلى 251.902  ± 0.024 مليون سنة مضت، لمدة 46.998 مليون سنة تقريبا. وكان آخر عصر من حقبة الحياة القديمة. اجتمعت في بدايته كل الكتل الأرضية لتشكل قارة بانجيا العملاقة، التي يحيط بها محيط كبير يسمى بانثالاسا. كانت الأرض جافة نوعا ما مقارنة بالعصر الفحمي، والفصول قاسية، ولم يكن المناخ في الجزء الداخلي من بانجيا معتدلاً بسبب المسطحات المائية الكبيرة. لا تزال السلويات تزدهر وتتنوع في المناخ الجاف الجديد، وخاصة مندمجات الأقواس مثل الديميترودونات والإدافوصورات ووحشيات الأقواس، وبالتالي أدت إلى ظهور أسلاف الثدييات الحديثة. خلال هذا العصر تطورت المخروطيات الأولى، ثم سيطرت على الأصقاع الأرضية. انتهى العصر البرمي على الأقل بانقراض جماعي واحد، وهو الحدث المعروف أحيانًا باسم "الموت العظيم"، والذي تسبب فيه فيضانات كبيرة من الحمم البركانية (مصاطب سيبيريا في روسيا ومصاطب إيمايشان في الصين). وقد كان هذا الانقراض هو الأكبر في تاريخ الأرض وأدى إلى فقدان 95% من جميع أنواع الحياة.

### حقبة الحياة الوسطى
امتدت حقبة الحياة الوسطى من 251.902  ± 0.024 إلى 66 مليون سنة مضت، لمدة 185.902 مليون سنة تقريبا. وتُعرف هذه الحقبة أيضًا باسم عصر الزواحف أو عصر الديناصورات أو عصر الصنوبريات، وقد شهدت أول مرة ارتقت فيها عظائيات الوجه إلى الهيمنة البيئية على مندمجات الأقواس، فضلاً عن تنوع العديد من الأسماك شعاعية الزعانف الحديثة والحشرات والرخويات (وخاصة الغمديات) ورباعيات الأرجل والنباتات. في حقبة الحياة الوسطى ثلاث عصور: الثلاثي والجوراسي والطباشيري.

#### الثلاثي
امتد العصر الثلاثي من 251.902  ± 0.024 إلى 201.4  ± 0.2 مليون سنة مضت، لمدة 50.502 مليون سنة تقريبا. غالبا يعتبر العصر الثلاثي فترة تعافي انتقالية بين انقراض العصر البرمي المقفرة والعصر الجوراسي الخصب. ويتكون من ثلاثة فترات رئيسية:الثلاثي المبكر، والثلاثي الأوسط، والثلاثي المتأخر.
كانت فترة الثلاثي المبكر حارة وجافة عقب انقراض البرمي. وقد أصبح عدد من رباعيات الأرجل خلال هذه الفترة من الحيوانات الجائحة، وهي مجموعة ناجية ذات تنوع منخفض ومتنقلة (نطاقات جغرافية واسعة). تعافت مقسومات الفقار وتطورت إلى حيوانات مفترسة مائية كبيرة خلال العصر الثلاثي. كما تنوعت الزواحف الأخرى بشكل سريع، مع انتشار الزواحف المائية مثل الإكتيوصورات والعظائيات الزعنفية المتكاثرة في البحار. وعلى الأرض، ظهرت أول الأركوصورات الحقيقية، تشمل أشباه السوكيات (أقارب التماسيح) ومشطيات القدم الطيرية (أقارب الطيور/الديناصورات).

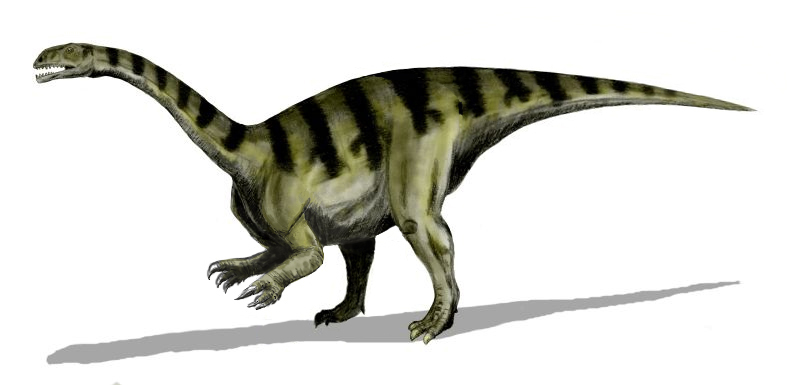
البلاتيوصور، ديناصور من أشباه سحليات الأرجل المبكرة

في الثلاثي الأوسط بدأت بانجيا بالتفكك حيث بدأ التصدع في شمال بانجيا. أصبح الجزء الشمالي من محيط تيثيس ومحيط تيثس القديم حوضًا خاملا، لكن المركز الممتد كان نشطًا في الجزء الجنوبي من محيط تيثيس ومحيط تيثس الجديد. بنهاية الثلاثي الأوسط تعافت العوالق النباتية والمرجان والقشريات والعديد من اللافقاريات البحرية الأخرى من انقراض العصر البرمي. وفي الوقت نفسه، استمر تنوع الزواحف على الأرض، وازدهرت الغابات الصنوبرية، وكذلك الذباب الحقيقي.
كان الثلاثي المتأخر دافئًا وجافًا في البداية مع رياح موسمية قوية مع هطول أمطار محدودة في المناطق الساحلية وخطوط العرض المرتفعة. وقد تغير هذا في أواخر مرحلة الكارني بموسم أمطار دام 2 مليون عام والذي حول المناطق القاحلة الداخلية القاحلة إلى غابات طينية خصبة. ظهرت الديناصورات الحقيقية الأولى مبكرا في الثلاثي المتأخر، وتطورت الزواحف المجنحة بعد ذلك بقليل. هلكت الزواحف الأخرى المنافسة للديناصورات بسبب انقراض الثلاثي-الجوراسي، حيث انقرضت معظم الأركوصورات (باستثناء التمساحيات، والزواحف المجنحة والديناصورات)، ومعظم وحشيات الأقواس (باستثناء كلبيات الأسنان) وجميع البرمائيات الكبيرة تقريبًا، بالإضافة إلى 34% من الحياة البحرية في انقراض جماعي رابع. لا يزال سبب الانقراض مثيرا للجدل، ولكن من المرجح أنه نتج عن ثوران الإقليم الناري الكبيرفي مقاطعة الصهارة الأطلسية المركزية.

#### الجوراسي

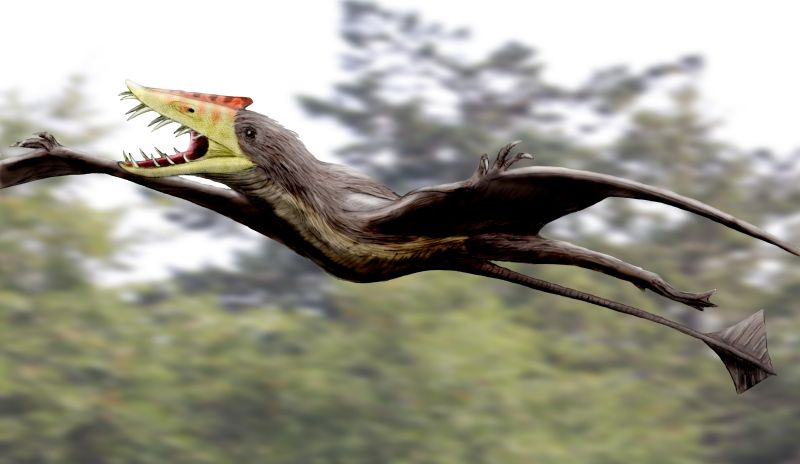
السيريسيبيتروس، وهو من التيروصورات

امتد العصر الجوراسي من 201.4  ± 0.2 إلى 143.1  ± 0.6 مليون سنة مضت، لمدة 58.3 مليون سنة تقريبا. ويتكون من ثلاثة فترات رئيسية: الجوراسي المبكر، الجوراسي الأوسط، الجوراسي المتأخر.
كان المناخ في الجوراسي المبكر أكثر رطوبة بكثير مما كان عليه خلال العصر الثلاثي، ونتيجة لذلك، كان العالم دافئًا وشبه استوائي، مع فترات برودة قصيرة. سيطرت البليزوصورات والإكتيوصورات والأمونيت على البحار، بينما سيطرت الديناصورات والتيروصورات والزواحف الأخرى على الأرض، مع كثرة أنواع مثل الدايلوفوصورات. تطورت أشباه التمساحيات إلى أشكال مائية، مما جعل البرمائيات الكبيرة المتبقية تقترب من الانقراض. كانت الثدييات الحقيقية موجودة خلال الجوراسي لكنها ظلت صغيرة، حيث بلغ متوسط كتلة الجسم أقل من 10 كيلوغرامات حتى نهاية الطباشيري.
في الجوراسي الأوسط كانت السافانا الصنوبرية تشكل جزءًا كبيرًا من غابات العالم. أنتشرت البليزوصورات في المحيطات، وأزدهرت الإكتيوصورات.

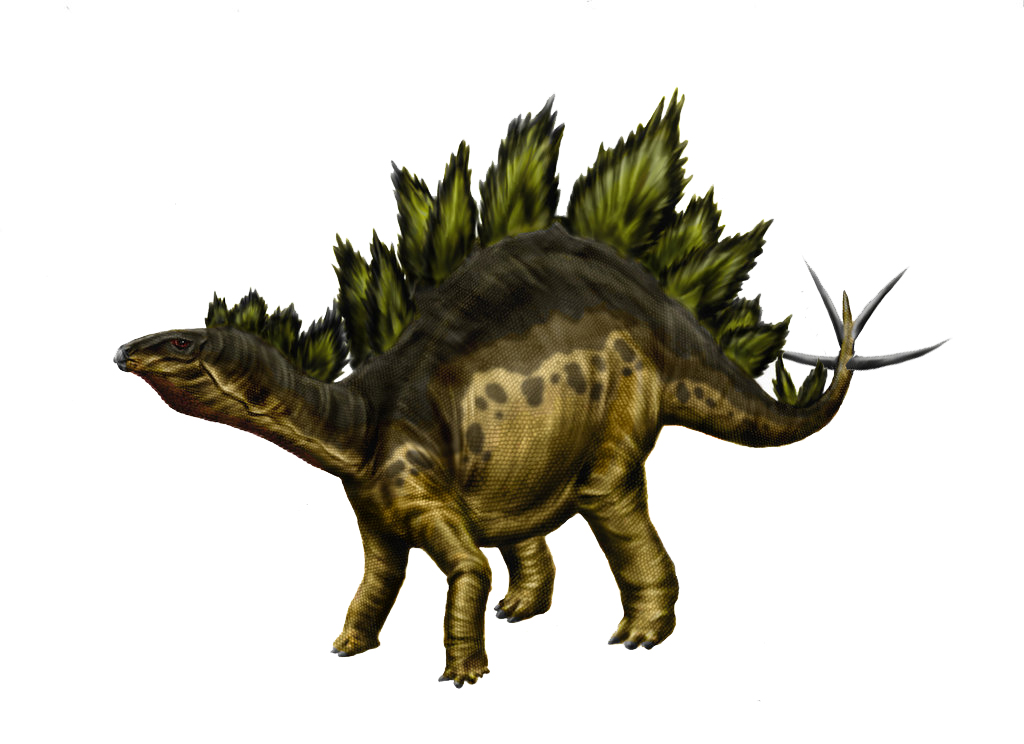
الستيغوصور، ديناصور كبير من طيريات الورك من الجوراسي المتأخر

تميز الجوراسي المتأخرة بانقراض شديد لسحليات الأرجل في القارات الشمالية، مع العديد من الإكتيوصورات. إلا أن حدود الجوراسي-الطباشيري لم تؤثر بقوة على معظم أشكال الحياة.

#### الطباشيري
امتد العصر الطباشيري من 143.1  ± 0.6 إلى 66 مليون سنة مضت، لمدة 77.1 مليون سنة تقريبا. ويتكون من فترتين: الطباشيري المبكر، والطباشيري المتأخر. العصر الطباشيري هو أطول عصر في دهر البشائر وآخر عصر في حقبة الحياة الوسطى.

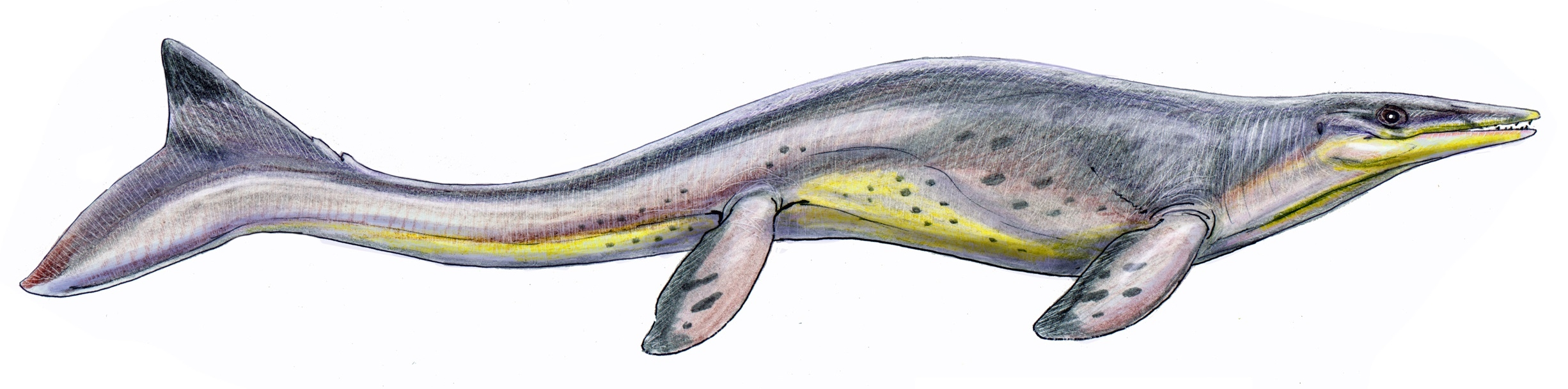
التايلوصور، نوع من السحالي البحرية الكبيرة المعروفة باسم موزاصوريات

في الطباشيري المبكر استمر وجود الديناصورات بكثرة، حيث شهدت مجموعات مثل التيرانوصورويدات، وطيريات الأجنحة (الطيور)، وهامشيات الرأس، وطيريات الأرجل لمحات مبكرة من النجاح. انخفض بشكل كبير أعداد رباعيات الأرجل الأخرى، مثل الستيغوصورات والإكتيوصورات، واقتصر وجود سحليات الأرجل على القارات الجنوبية.
تميز الطباشيري المتأخر بتبريد استمر حتى حقبة الحياة الحديثة. في النهاية، اقتصر المناخ الاستوائي على خط الاستواء فقط، وتميزت المناطق الواقعة خارج الخطوط الاستوائية بمناخات موسمية أكثر. لا زالت الديناصورات تزدهر، حيث سيطرت أنواع جديدة مثل التيرانوصورات، والأنكيلوصورات، والتريسيراتوبس، والهادروصور على شبكة الغذاء. أصبح الشك في تراجع الزواحف المجنحة أمرا مثيرا للجدل؛ ومع ذلك، فقد نجى عدد من الفصائل حتى نهاية العصر الطباشيري، بجانب أشكال جديدة مثل الكويتزالكوتلسات العملاقة. وتنوعت الثدييات رغم أحجامها الصغيرة، حيث ظهرت الوحشيات البعدية (الجرابيات وأقاربها) الثدييات الحقيقية (المشيميات وأقاربها). في المحيطات، تنوعت الموزاصوريات لتحل محل الإكتيوصورات المنقرضة الآن، إلى جانب البليزوصورات الضخمة مثل الالأسمسوريس. كما تطورت أولى النباتات المزهرة. في نهاية العصر الطباشيري، تسمم الغلاف الجوي بسبب مصاطب الدكن والثورات البركانية الأخرى. ومع استمرار ذلك، يُعتقد أن شهابا كبيرًا قد اصطدم بالأرض، الذي أدى إلى تكوين فوهة تشيكشولوب وتسبب في الحدث المعروف باسم انقراض العصر الطباشيري الباليوجيني، خامس وأحدث حدث إنقراض جماعي، حيث انقرضت 75% من الحياة على الأرض، بما في ذلك جميع الديناصورات الغير طائرة. وانقرض كل كائن يزيد وزنه عن 10 كيلوغرامات، وبهذا قد انتهى عصر الديناصورات.

### حقبة الحياة الحديثة

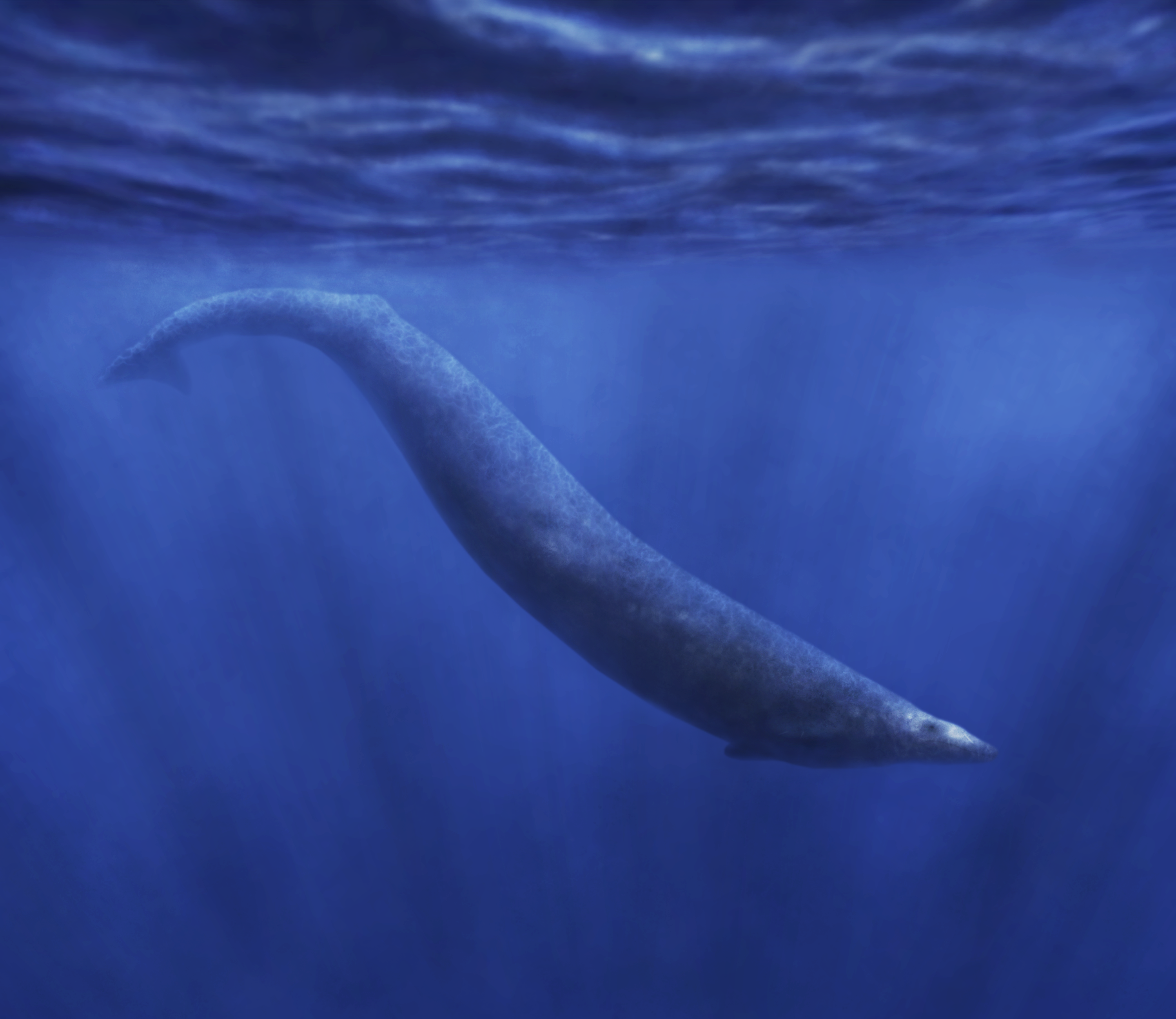
كان الباسيلوصور من الحوتيات المبكرة، وهو قريب من الحيتان الحديثة

امتدت حقبة الحياة الحديثة من 66 مليون سنة مضت وحتى زمننا الحاضر، لمدة 66 مليون سنة تقريبا. تميزت هذه الحقبة بظهور الثدييات والطيور كطائفة مهيمنة من الحيوانات، حيث ترك نهاية عصر الديناصورات مثوى بيئي مفتوح. في حقبة الحياة الحديثة ثلاثة عصور: الباليوجيني، والنيوجيني، والرباعي.

#### الباليوجيني
امتد العصر الباليوجيني من 66 إلى 23.04 مليون سنة مضت، لمدة 42.96 مليون سنة تقريبا. ويتكون من ثلاثة فترات: الباليوسيني، والإيوسيني، والأوليغوسيني. بدأت فترة الباليوسيني بحدث انقراض العصر الطباشيري الباليوجيني، وشهد الجزء المبكر من الباليوسيني تعافي الأرض من ذلك الحدث. بدأت القارات تتخذ أشكالها الحديثة، لكن معظم القارات (والهند) ظلت منفصلة عن بعضها البعض: كانت أفريقيا وأوراسيا يفصلهما بحر تيثس، وكانت الأمريكتان يفصلهما ممر بنما البحري (لم يكن برزخ بنما قد تشكل بعد). تميز هذا العصر بالدفء وبلغ ذروته عند الحد الأقصى للحرارة البالوسينية - الإيوسينية، وتوسعت الأدغال الحديثة المبكرة، حنى وصلت إلى القطبين. سيطرت أسماك القرش على المحيطات، حيث انقرضت الزواحف الكبيرة التي كانت تحكمها. وتنوعت الثدييات بسرعة، لكن ظل معظمها صغيرًا. خلال الباليوسيني كانت أكبر رباعيات الأرجل الآكلة للحوم من الزواحف، بما في ذلك التمساحيات والکورستوديرا والثعابين. عاشت أكبر الثعابين المعروفة التيتانوبوا في أمريكا الجنوبية خلال الباليوسيني.
في بداية الإيوسيني، كانت معظم الثدييات البرية صغيرة الحجم وتعيش في غابات مكتظة، تمامًا كما في الباليوسيني، ومن بينها الرئيسيات والحيتان والخيول المبكرة إلى جانب العديد من الأشكال الأخرى المبكرة من الثدييات. كان المناخ دافئًا ورطبًا، مع وجود القليل من التدرج في درجات الحرارة من القطب إلى القطب. في وسط الإيوسيني، تشكل التيار القطبي للقطب الجنوبي عندما انفصلت أمريكا الجنوبية وأستراليا عن القارة القطبية الجنوبية لينفتح ممر دريك وممر تاسمانيا، الذي عرقل التيارات المحيطية في جميع أنحاء العالم، مما أدى إلى تبريد عالمي وتسبب في انكماش الغابات. واستمرت أشكال الثدييات الأكثر حداثة في التنوع مع المناخ البارد وحتى مع انقراض الأشكال العتيقة. بحلول نهاية الإيوسين، أصبحت الحيتان مثل الباسيلوصور مائية بشكل الكامل. شهدت الفترة في أواخر الإيوسين ولادة جديدة للفصول، مما تسبب في توسع المناطق الشبيهة بالسافانا مع الأراضي العشبية الكبيرة القديمة. في الفترة الانتقالية بين الإيوسيني والأوليغوسيني، حدث انقراض كبير، والسبب لا يزال مجهولا.
كان الأوليغوسيني فترة انتقالية مهمة بين العالم الاستوائي في الإيوسيني وذات نظم بيئية أكثر حداثة. تميزت هذه الفترة بالتوسع العالمي للعشب مما أدى إلى استفادة عدة أنواع جديدة، بما في ذلك الأفيال الأولى والسنوريات والكلبيات والجرابيات والعديد من الأنواع الأخرى التي لا تزال سائدة حتى اليوم. كما تطور العديد من الأنواع الأخرى من النباتات خلال هذا العصر أيضًا، مثل الأشجار دائمة الخضرة. واستمر التبريد الطويل وتأسست أنماط للأمطار الموسمية. واستمرت الثدييات في النمو بشكل أكبر. تطورت الباراسيراثيريم، وهي واحدة من أكبر الثدييات البرية التي عاشت على الإطلاق، خلال هذا العصر، إلى جانب العديد من مفردات الأصابع.

#### النيوجيني
امتد العصر النيوجيني من 23.04 إلى 2.58 مليون سنة مضت، لمدة 20.46 مليون سنة تقريبا. ويتكون من فترتين: الميوسيني والبليوسيني.
في الميوسيني انتشر العشب على نطاق أوسع، حيث هيمن على جزء كبير من العالم، مما أدى إلى تناقص الغابات في هذه العملية. تطورت غابات عشب البحر، مما أدى إلى تطور أنواع جديدة مثل ثعالب الماء. خلال هذا الوقت، ازدهرت مفردات الأصابع، وتطورت إلى العديد من الأصناف المختلفة. إلى جانبها تطورت القردة إلى 30 نوعًا. بشكل عام، سيطرت الأراضي القاحلة والجبلية على معظم أنحاء العالم، وكذلك الحيوانات العاشبة. انغلق بحر تيثس أخيرًا وتكونت شبه الجزيرة العربية، وفي مخلفا كل من البحر الأسود والبحر الأحمر والبحر الأبيض المتوسط وبحر قزوين، وزاد هذا من الجفاف. وفي منتصف الميوسيني تطورت العديد من النباتات الجديدة، وتطور 95% من النباتات البذرية الحديثة.
تميز البليوسيني بتغيرات مناخية دراماتيكية، أدت في النهاية إلى ظهور الأنواع والنباتات الحديثة. وقد جف البحر الأبيض المتوسط لمئات الآلاف من السنين في أزمة الملوحة المسينية. إلى جانب هذه الأحداث الجيولوجية الكبرى، شهدت أفريقيا ظهور الأسترالوبيثكس، سلف الهومو. تشكل برزخ بنما، وهاجرت الحيوانات بين أمريكا الشمالية والجنوبية، مما تسبب في دمار البيئة المحلية. جلبت التغيرات المناخية السافانا التي لا تزال مستمرة في الانتشار في جميع أنحاء العالم، وكذلك جلبت الرياح الموسمية الهندية، والصحاري في شرق آسيا، وبدايات الصحراء الكبرى. انتقلت قارات الأرض وبحارها إلى أشكالها الحالية. ولم تتغير خريطة العالم كثيراً منذ ذلك الحين، باستثناء التغييرات التي جلبها التجلد الرباعي مثل بحيرة أجاسيز (سلف البحيرات العظمى).

#### الرباعي

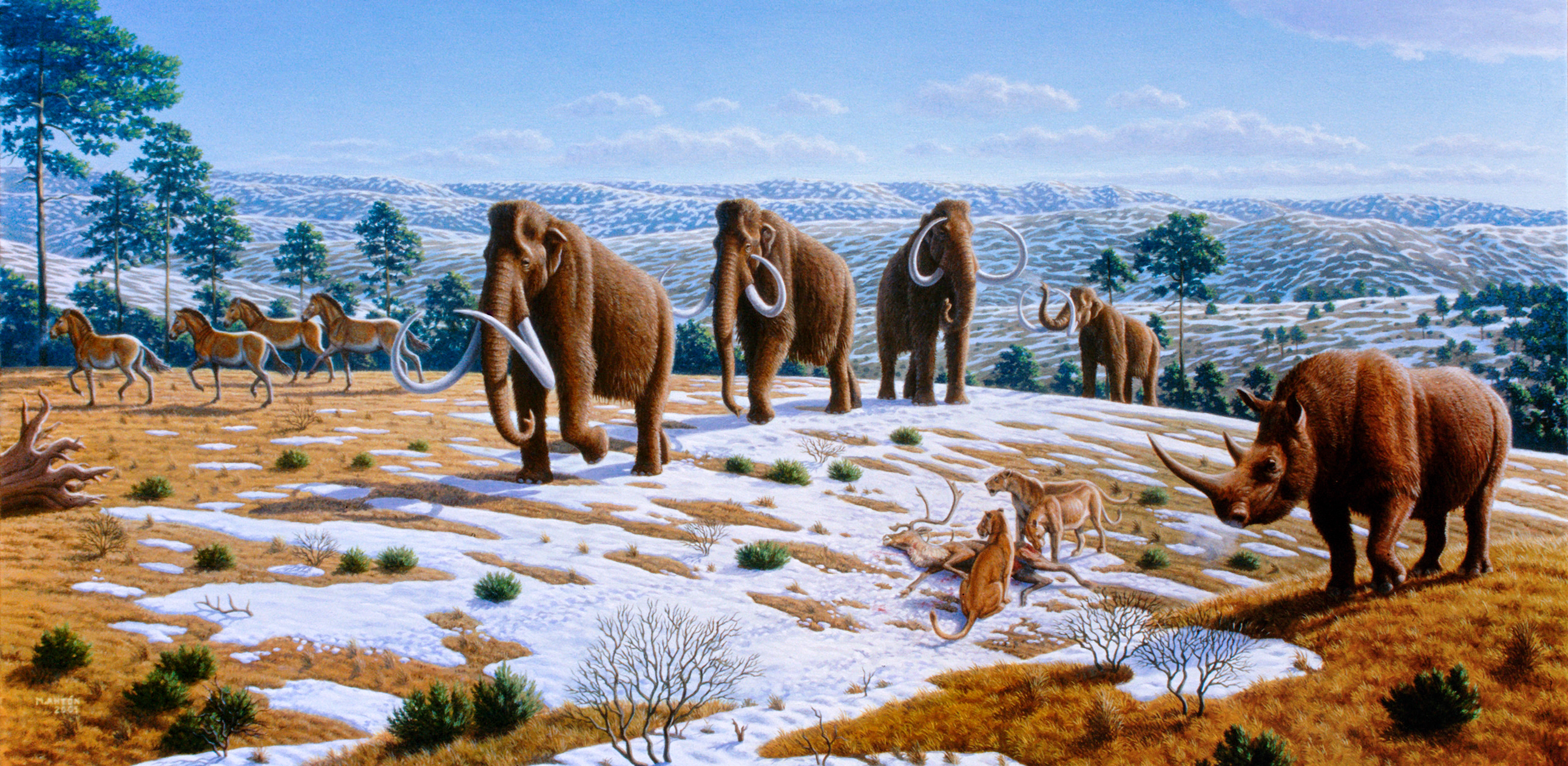
الحيوانات الضخمة في العصر البليستوسيني (الماموث، وأسود الكهوف، ووحيد القرن الصوفي، والرنة، والخيول)

امتد العصر الرباعي من 2.58 مليون سنة مضت وحتى زمننا الحاضر، لمدة 2.58 مليون سنة تقريبا. ويتكون من فترتين: البليستوسيني والهولوسيني. وهو أقصر عصر جيولوجي في دهر البشائر. ويتميز بالحيوانات الحديثة والتغيرات الدراماتيكية في المناخ.
تميز البليستوسيني بسلسلة من الفترات الجليدية (العصور الجليدية) نتيجة لاتجاه التبريد الذي بدأ في منتصف الإيوسيني. كان هناك العديد من الفترات الجليدية المنفصلة التي تميزت بتقدم القمم الجليدية إلى الجنوب حتى خط عرض 40 درجة شمالاً في المناطق الجبلية. وفي الوقت نفسه، بدأت أفريقيا تتجه للجفاف وهذا بدوره أنشاء كل من الصحراء الكبرى وصحراء ناميب وكلهاري. خلال البليستوسيني أنتشر وشاع بعض الحيوانات مثل: الماموث والكسلان الأرضي العملاق والذئاب الرهيبة والقطط ذات الأسنان السيفية والإنسان البدائي مثل الإنسان المنتصب الشائع. بدأ الإنسان العاقل في الهجرة من شرق أفريقيا في موجتين على الأقل، الأولى كانت في وقت مبكر منذ 270,000 عام. بعد ثوران بركان هائل في سومطرة قبل 74,000 عام تسبب في حدوث اختناق سكاني عالمي للبشر، ونجحت الموجة الثانية من هجرة الإنسان في إعادة توطين كل القارات باستثناء القارة القطبية الجنوبية. ومع اقتراب نهاية البلستوسيني، أدى انقراض كبير إلى القضاء على الكثير من الحيوانات الضخمة في العالم، بما في ذلك أنواع الهومو الغير بشرية مثل النياندرتال والفلوريس. تأثرت جميع القارات، لكن أفريقيا تأثرت بدرجة أقل واحتفظت بالعديد من الحيوانات الكبيرة مثل الفيلة والكركدنيات وأفراس النهر. ويعتبر تورط الإنسان في انقراض الحيوانات الضخمة أمر مثير للجدال.
بدأ الهولوسيني منذ 11,700 عام في نهاية درياس الأصغر واستمر حتى يومنا هذا. ويقع كل التاريخ المسجل وما يسمى "التاريخ البشري" ضمن حدود فترة الهولوسيني. ويُلقى اللوم على النشاط البشري في الانقراض الجماعي المستمر الذي بدأ منذ حوالي 10,000 عام، رغم أن الأنواع المنقرضة لم يتم تسجيلها إلا منذ الثورة الصناعية. يُشار إلى هذا الانقراض أحيانًا باسم "الانقراض السادس" حيث انقرضت مئات الأنواع بسبب الأنشطة البشرية كالصيد الجائر وتدمير الموائل وإدخال الأنواع الغازية.

## التنوع الحيوي
لقد تبين أن التغيرات في التنوع الحيوي من خلال ربط دهر البشائر يعتبر أفضل بكثير مع نموذج قطاع الزائد (المستخدمة على نطاق واسع في الديموغرافيا وعلم الاجتماع الكلى) من نماذج من الأسي واللوجستي (المستخدمة تقليديا في علم الاحياء السكانية وتطبيقها على نطاق واسع على التنوع الحيوي الأحفوري كذلك). النماذج الأخيرة تدل على أن هذه التغيرات في التنوع موجهة من قبل تغذية رجعية إيجابية من الدرجة الأولى (أكثر أجداد، أكثر أحفاد) و/أو تغذية رجعية سلبية ناجمة عن محدودية الموارد. نموذج قطاع الزائد يدل على على تغذية رجعية إيجابية من الدرجة الثانية. نمط قطاع الزائد للنمو السكاني في العالم تنشأ من تغذية رجعية إيجابية من الدرجة الثانية بين الحجم السكاني ومعدل النمو التقني. إن طابع القطاع الزائد لنمو التنوع الحيوي في دهر البشائر يمكن أن يكون معلل بالمثل من قبل التغذية بين التنوع وتعقيد بنية المجتمع. من المقترح أن التشابه بين منحنيات التنوع الحيوي وأعداد السكان ربما يأتي من حقيقة أن كلاهما اشتقا من تدخل اتجاه القطع الزائد مع الدورية والعشوائية الديناميكية.

## المناخ
خلال دهر البشائر، كان المحرك الرئيسي للتغير المناخي الطويل الأمد هو تركيز ثاني أكسيد الكربون في الغلاف الجوي، رغم أن بعض الدراسات اقترحت فك ارتباط ثاني أكسيد الكربون عن درجات الحرارة القديمة، وخاصة خلال فترات البرد في دهر البشائر. وكانت تركيزات ثاني أكسيد الكربون في دهر البشائر خاضعة جزئيًا لدورة القشرة المحيطية التي استمرت 26 مليون سنة. منذ العصر الديفوني، لم تكن التقلبات الكبيرة في ثاني أكسيد الكربون بمقدار 2,000 جزء في المليون أو أكثر شائعة على مدى فترات قصيرة. كانت الاختلافات في درجات الحرارة العالمية محدودة بسبب ردود الفعل السلبية في دورة الفسفور، حيث أن زيادة مدخلات الفوسفور في المحيط من شأنها أن تزيد من الإنتاجية البيولوجية السطحية التي بدورها تعزز دورة الأكسدة والاختزال الحديدي وبالتالي إزالة الفوسفور من مياه البحر؛ وقد حافظ هذا على معدل ثابت نسبيًا لإزالة الكربون من الغلاف الجوي والمحيط عن طريق الدفن الكربوني العضوي. كما سيطر المناخ على توفر الفوسفات من خلال تنظيمه لمعدلات التجوية القارية وقاع البحر. ارتبطت التغيرات الكبرى في درجات الحرارة العالمية التي تزيد عن 7 درجات مئوية خلال دهر البشائر بقوة بالانقراضات الجماعية.